# Mimi Pollak
Pour les articles homonymes, voir Pollak.

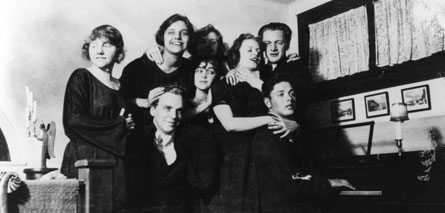
De g. à d. : Lena Cederqvist, Karl-Magnus Thulstrup, Mona Mårtensson, Mimi Pollak, Vera Schmiterlöw,
Greta Garbo, Alf Sjöberg et Håkan Westergren,
en 1922 à l'école du Dramaten

Mimi Pollak est une actrice, réalisatrice et metteuse en scène suédoise, née le 9 avril 1903 à Hammarö (Värmland) et morte le 11 août 1999 à Stockholm.

## Biographie
À Stockholm, entre 1922 et 1924, Mimi Pollak étudie l'art du théâtre à la Dramatens elevskola — l'école du Théâtre dramatique royal, abrégé Dramaten en suédois —, où elle a notamment comme condisciples Greta Garbo et Alf Sjöberg. Elle débute comme actrice au Dramaten en 1922 et y interprétera en tout trente-deux rôles, la dernière fois en 1990. En 1948, elle devient la première femme metteur en scène au Dramaten et y exerce à ce titre jusqu'en 1973.
Au cinéma, elle joue dans trente-quatre films entre 1922 et 1991. À la télévision, elle apparaît dans trois séries (en 1971 et 1986) et un téléfilm (en 1991). En outre, elle réalise deux films (en 1953 et 1956) et deux téléfilms (en 1957 et 1968).
Elle meurt en 1999, à 96 ans.

## Théâtre au Dramaten (sélection)

### Actrice uniquement
- 1942 : La Sonate des spectres (Spöksonaten) d'August Strindberg, avec Lars Hanson, Inga Tidblad
- 1943 : What every Woman knows (Vad varje kvinna vet) de J. M. Barrie
- 1944 : Le Marchand de Venise (titre original : The Merchant of Venice - titre suédois : Köpmannen i Vennedig) de William Shakespeare, mise en scène d'Alf Sjöberg, avec Göran Gentele, Ulf Palme, Inga Tidblad, Mai Zetterling
- 1944 : The Beautiful People (De vackra människorna) de William Saroyan, avec Mai Zetterling
- 1944 : Noces de sang (titre original : Bodas de sangre - titre suédois : Blodsbröllop) de Federico García Lorca, mise en scène d'Alf Sjöberg, avec Viveca Lindfors, Ulf Palme
- 1945 : Asmodée (Asmodeus) de François Mauriac, avec Anita Björk
- 1945 : Les Monstres sacrés (Idolerna) de Jean Cocteau
- 1946 : La Ménagerie de verre (titre original : The Glass Menagerie - titre suédois : Glasmenageriet) de Tennessee Williams
- 1946 : La Cerisaie (titre original : Вишнёвый сад - titre suédois : Körsbärsträdgården) d'Anton Tchekhov, avec Renée Björling, Mai Zetterling
- 1947 : La Maison de Bernarda Alba (titre original : La casa de Bernarda Alba - titre suédois : Bernardas hus) de Federico García Lorca, mise en scène d'Alf Sjöberg, avec Mai Zetterling
- 1948 : La Sauvage (En vildfågel) de Jean Anouilh, avec Jarl Kulle, Inga Tidblad
- 1948 : L'École de la médisance (titre original : The School for Scandal - titre suédois : Skandalskolan) de Richard Brinsley Sheridan, avec Maj-Britt Nilsson, Inga Tidblad
- 1948-1949 : Réunion de famille (en) (titre original : The Family Reunion - titre suédois : Släktmötet) de T. S. Eliot, mise en scène d'Alf Sjöberg, avec Anita Björk, Renée Björling, Max von Sydow
- 1950 : La Folle de Chaillot (Tokiva grevinnan) de Jean Giraudoux, avec Jarl Kulle, Max von Sydow, Ingrid Thulin
- 1961 : Le Roi Jean (titre original : King John - titre suédois : Kung John) de William Shakespeare, mise en scène d'Alf Sjöberg, avec Bibi Andersson, Erland Josephson, Max von Sydow
- 1990 : Oncle Vania (titre original : Дядя Ваня - titre suédois : Onkel Vanja) d'Anton Tchekhov, avec Jarl Kulle

### Actrice et metteuse en scène
- 1948 : Les Bonnes (Jungfruleken) de Jean Genet, avec Anita Björk, Maj-Britt Nilsson
- 1950-1951 : Chéri (même titre en suédois), adaptation du roman éponyme de Colette, avec Renée Björling, Maj-Britt Nilsson (remplacée par Ingrid Thulin), Inga Tidblad
- 1951 : L'Invitation au château (Dans under stjärnorna) de Jean Anouilh, avec Anita Björk, Renée Björling, Ingrid Thulin
- 1953 : Doña Rosita la célibataire ou le langage des fleurs (titre original : Doña Rosita la soltera o el lenguaje de las flores - titre suédois : Fröken Rosita el Blommornas språk) de Federico García Lorca, avec Inga Tidblad

### Metteuse en scène uniquement
- 1949 : Leka med elden d'August Strindberg, avec Anita Björk, Renée Björling, Gunnar Björnstrand
- 1949 : La Belle Marinière  (Bröllopet på Seine) de Marcel Achard, avec Anita Björk, Maj-Britt Nilsson
- 1949 : Ardèle ou la Marguerite (Älskar - älskar inte…) de Jean Anouilh, avec Anita Björk, Ingrid Thulin
- 1950 : L'Ours (titre original : Медведь - titre suédois : Björnen) d'Anton Tchekhov, avec Gunnar Björnstrand, Eva Dahlbeck
- 1950 : Feu la mère de Madame (Fruns salig mor) de Georges Feydeau, avec Gunnar Björnstrand, Eva Dahlbeck
- 1951 : La Chute des anges (titre original : Fallen Angels - titre suédois : Fallna änglar) de Noel Coward, avec Eva Dahlbeck, Jarl Kulle
- 1952 : Colombe (même titre en suédois) de Jean Anouilh, avec Anita Björk, Allan Edwall, Jarl Kulle
- 1952 : La Tête des autres (Din nästas huvud) de Marcel Aymé, avec Eva Dahlbeck, Jarl Kulle
- 1953 : Liolà (titre original, également en suédois) de Luigi Pirandello, avec Allan Edwall, Jarl Kulle
- 1954 : L'Île des chèvres (titre original : Delitto all'isola delle capre - titre suédois : Getternas ö) d'Ugo Betti, avec Inga Tidblad
- 1954 : Mariana Pineda (titre original, également en suédois) de Federico García Lorca, avec Renée Björling, Jarl Kulle, Gunn Wållgren
- 1955 : The Tinker's Wedding (Kittelflickarens bröllop) de John Millington Synge
- 1956 : Les Jours heureux (Lyckliga dagar) de Claude-André Puget, avec Bibi Andersson
- 1956 : Ornifle ou le Courant d'air (Ornifle) de Jean Anouilh, avec Mona Malm
- 1958 : L'Importance d'être Constant (Mister Ernest - titre original : The Importance of Being Earnest) d'Oscar Wilde, avec Renée Björling, Jarl Kulle
- 1959 : La Valse des toréadors (Toreadorvalsen) de Jean Anouilh, avec Anita Björk
- 1960 : Kungen ur leken de et avec Erland Josephson
- 1961 : Candida (titre original, également en suédois) de George Bernard Shaw, avec Eva Dahlbeck, Ulf Palme
- 1962 : Oh les beaux jours (titre original : Happy Days - titre suédois : Lyckans dar) de Samuel Beckett
- 1964 : La Célestine (titre original : La Celestina - titre suédois : Celestina) de Fernando de Rojas, avec Erland Josephson, Mona Malm
- 1968 : La Puce à l'oreille (Leva Loppan) de Georges Feydeau, avec Renée Björling
- 1971 : Le Tartuffe ou L'Imposteur (Tartuffe) de Molière, avec Bibi Andersson
- 1972 : Välkommen d'Allan Edwall

## Filmographie partielle

### Actrice
- 1922 : Amatörfilmen de Gustaf Molander
- 1940 : Med dej i mina armar de Hasse Ekman
- 1940 : En, men ett lejon! de Gustaf Molander
- 1942 : Lågor i dunklet de Hasse Ekman
- 1949 : Rien qu'une mère (Bara en mor) d'Alf Sjöberg
- 1951 : Jeux d'été (Sommarlek) d'Ingmar Bergman
- 1964 : Klänningen de Vilgot Sjöman
- 1978 : Sonate d'automne (Höstsonaten) d'Ingmar Bergman
- 1982 : Le Vol de l'aigle' (Ingenjör Andrées luftfärd) de Jan Troell
- 1986 : Amorosa de Mai Zetterling

### Réalisatrice
- 1953 : Malin går hem
- 1956 : Rätten att älska, avec Max von Sydow
- 1957 : Tredje personen, téléfilm (coréalisé par Hans Abramson)
- 1968 : Leleus testamente, téléfilm

## Anecdotes
Mimi Pollak fut une grande amie de Greta Garbo. Après le départ de cette dernière à Hollywood en 1922, leur échange épistolaire dure 60 ans. À la naissance du fils de Mimi Pollak dans les années 1930, Garbo expédie à celle-ci ce télégramme : « Incredibly proud to be a father » (« Incroyablement fière d'être père »).